# Onthophagus flavoapicalis
Onthophagus flavoapicalis är en skalbaggsart som beskrevs av Lea 1923. Onthophagus flavoapicalis ingår i släktet Onthophagus och familjen bladhorningar. Inga underarter finns listade i Catalogue of Life.